# Јорит Бергсма
Јорит Бергсма (Алдебоарн, 1. фебруар 1986) је холандски брзи клизач.
На Олимпијским играма у Сочију 2014. освојио је злато на 10000м и бронзу на 5000м. Четири године касније, у Пјонгчангу 2018. дошао је до бронзе на 10000м.
На Светском првенству 2012. освојио је сребро на 10000м. 2013. био је златни на 10000м и сребрни на 5000м. 2015. је одбранио злато на 10000м, а други је био на 5000м, а злато је освојио и у екипној потери. 2016. је такође био други на 5000м. 2017. је освојио злато у екипној потери и друго место на 5000 и 10000м.
Ожењен је америчком брзом клизачицом Хизер Бергсмом.